# Motte-Cordonnier

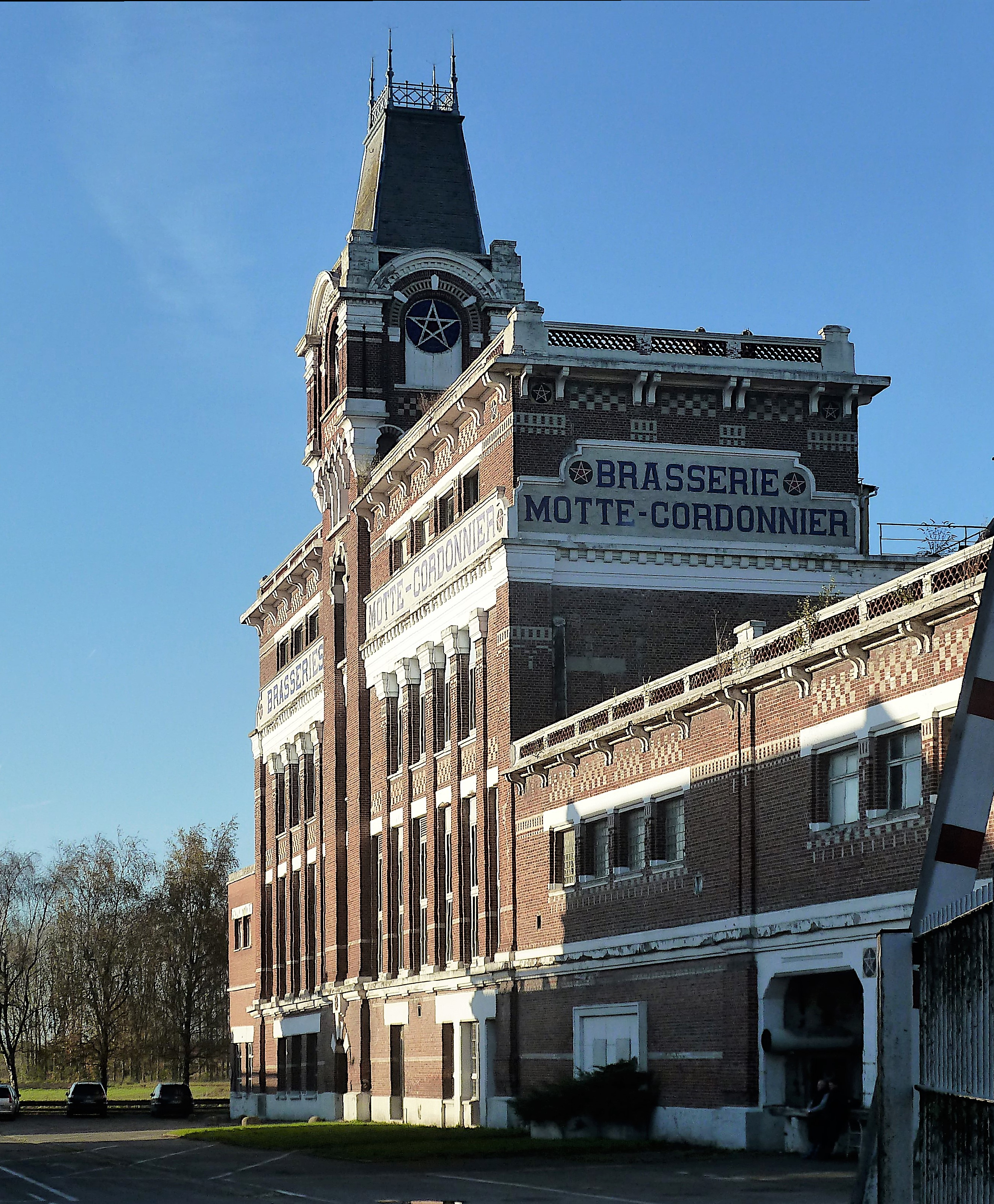
De gebouwen van de voormalige brouwerij Motte-Cordonnier in Amentières, een historisch monument sedert 1999

Motte-Cordonnier is een vroegere Franse brouwerij uit Armentières, die halfweg de 20e eeuw de derde grootste, Franse bierbrouwer was. De brouwerij werd opgekocht door Stella Artois en het gelijknamige biermerk Motte-Cordonnier verdween in 1982. 

## Geschiedenis
De brouwerij ging meer dan 300 jaar terug in de tijd en kon zich beroemen op acht opeenvolgende generaties bierbrouwers in het Noord-Franse Armentières. Onder René Motte (1875-1953), die in 1898 het familiebedrijf overnam, bereikte de bierbrouwerij haar grootste omvang. De brouwerijgebouwen uit 1891 werden zwaar beschadigd tijdens de Eerste Wereldoorlog. In 1922 werd een nieuwe, grote brouwerij met bijhorende mouterij geopend aan de Leie in Armentières, dicht bij de spoorweg. Het bedrijf kreeg echter te lijden onder de globalisering en de schaalvergroting in de biermarkt. In 1965 werd de mouterij gesloten. In de jaren 1970 werd de brouwerij opgekocht door Stella Artois en in 1982 verdween het biermerk van de markt. De brouwerij sloot haar deuren in 1993.

## Trivia
Het biermerk René is genoemd naar René Motte en wordt gebrouwen in Saint-Sylvestre-Cappel door nazaten van deze bierbrouwer.